# Matthew Wearn
Matthew Wearn (Perth, 30 de setembro de 1995) é um velejador australiano, campeão olímpico.

## Carreira
Wearn veleja desde os cinco anos de idade. Ele escolheu o esporte em vez de uma possível carreira no futebol australiano. Wearn participou dos Jogos Olímpicos de Verão de 2020 em Tóquio, onde participou da classe Laser, conquistando a medalha de ouro após finalizar a série de treze regatas com 53 pontos. Em 2023, premiado como Atleta Capaz Masculino do Ano no AIS Sport Performance Awards.

## Condecorações
Matthew Wearn foi agraciado com a seguinte condecoração:
- Medalha da Ordem da Austrália.[6]